# گرازلنباخ
گرازلنباخ (به آلمانی: Grasellenbach) یک شهر در آلمان است که در برگ‌شتراسه واقع شده‌است. گرازلنباخ ۳٬۹۵۴ نفر جمعیت دارد.